# Arcidiocesi di Vitória da Conquista
L'arcidiocesi di Vitória da Conquista (in latino Archidioecesis Victoriensis de Conquista) è una sede metropolitana della Chiesa cattolica in Brasile. Nel 2022 contava 508.704 battezzati su 798.844 abitanti. È retta dall'arcivescovo Vítor Agnaldo de Menezes.

## Territorio
L'arcidiocesi comprende 20 comuni nella parte meridionale dello stato brasiliano di Bahia: Vitória da Conquista, Anagé, Barra do Choça, Belo Campo, Bom Jesus da Serra, Caatiba, Caetanos, Cândido Sales, Encruzilhada, Ibicuí, Iguaí, Itambé, Itapetinga, Itarantim, Macarani, Maiquinique, Nova Canaã, Planalto, Poções e Ribeirão do Largo.
Sede arcivescovile è la città di Vitória da Conquista, dove si trova la cattedrale di Nostra Signora delle Vittorie.
Il territorio si estende su 25.089 km² ed è suddiviso in 34 parrocchie, raggruppate in 4 vicariati, che prendono il nome dai quattro evangelisti: San Matteo, San Marco, San Luca e San Giovanni.

### Provincia ecclesiastica
La provincia ecclesiastica di Vitória da Conquista, istituita nel 2002, comprende 4 suffraganee nella parte sud-occidentale dello stato di Bahia:
- diocesi di Bom Jesus da Lapa,
- diocesi di Caetité,
- diocesi di Jequié,
- diocesi di Livramento de Nossa Senhora.

## Storia
La diocesi di Vitória da Conquista fu eretta il 27 luglio 1957 con la bolla Christus Iesus di papa Pio XII, ricavandone il territorio dalla diocesi di Amargosa. Originariamente era suffraganea dell'arcidiocesi di San Salvador di Bahia.
Il 7 novembre 1978 cedette una porzione del suo territorio a vantaggio dell'erezione della diocesi di Jequié.
Il 16 gennaio 2002 è stata elevata al rango di arcidiocesi metropolitana con la bolla Sacrorum Antistites di papa Giovanni Paolo II.

## Cronotassi dei vescovi
Si omettono i periodi di sede vacante non superiori ai 2 anni o non storicamente accertati.
- Jackson Berenguer Prado † (16 aprile 1958 - 24 settembre 1962 nominato vescovo di Feira de Santana)
- Climério Almeida de Andrade † (24 settembre 1962 - 24 maggio 1981 deceduto)
- Celso José Pinto da Silva † (4 luglio 1981 - 21 febbraio 2001 nominato arcivescovo di Teresina)
- Geraldo Lyrio Rocha † (16 gennaio 2002 - 11 aprile 2007 nominato arcivescovo di Mariana)
- Luís Gonzaga Silva Pepeu, O.F.M.Cap. (11 giugno 2008 - 9 ottobre 2019 dimesso)
- Josafá Menezes da Silva (9 ottobre 2019 - 13 marzo 2024 nominato arcivescovo di Aracaju)
- Vítor Agnaldo de Menezes, dal 14 febbraio 2025

## Statistiche
L'arcidiocesi nel 2022 su una popolazione di 798.844 persone contava 508.704 battezzati, corrispondenti al 63,7% del totale.
| anno | popolazione | popolazione | popolazione | presbiteri | presbiteri | presbiteri | presbiteri                | diaconi | religiosi | religiosi | parrocchie |
| anno | battezzati  | totale      | %           | numero     | secolari   | regolari   | battezzati per presbitero | diaconi | uomini    | donne     | parrocchie |
| ---- | ----------- | ----------- | ----------- | ---------- | ---------- | ---------- | ------------------------- | ------- | --------- | --------- | ---------- |
| 1966 | 705.000     | 750.000     | 94,0        | 16         | 9          | 7          | 44.062                    |         | 8         | 56        | 14         |
| 1970 | 460.000     | 520.000     | 88,5        | 23         | 15         | 8          | 20.000                    |         | 11        | 59        | 15         |
| 1976 | 531.000     | 590.000     | 90,0        | 23         | 15         | 8          | 23.086                    |         | 10        | 68        | 18         |
| 1980 | 412.000     | 458.220     | 89,9        | 26         | 16         | 10         | 15.846                    | 2       | 12        | 58        | 21         |
| 1990 | 474.000     | 594.000     | 79,8        | 26         | 18         | 8          | 18.230                    | 2       | 13        | 17        | 24         |
| 1999 | 600.000     | 750.000     | 80,0        | 26         | 17         | 9          | 23.076                    | 2       | 17        | 55        | 24         |
| 2000 | 600.000     | 750.000     | 80,0        | 26         | 17         | 9          | 23.076                    | 2       | 17        | 55        | 24         |
| 2001 | 580.000     | 724.619     | 80,0        | 45         | 32         | 13         | 12.888                    |         | 15        | 53        | 25         |
| 2002 | 580.000     | 724.619     | 80,0        | 55         | 42         | 13         | 10.545                    | 4       | 17        | 38        | 30         |
| 2003 | 592.000     | 725.192     | 81,6        | 42         | 29         | 13         | 14.095                    | 5       | 38        | 33        | 28         |
| 2004 | 542.249     | 724.619     | 74,8        | 43         | 31         | 12         | 12.610                    | 4       | 19        | 45        | 28         |
| 2010 | 584.000     | 778.000     | 75,1        | 47         | 38         | 9          | 12.425                    | 4       | 19        | 44        | 29         |
| 2014 | 613.000     | 816.000     | 75,1        | 51         | 40         | 11         | 12.019                    | 11      | 15        | 38        | 31         |
| 2017 | 608.207     | 809.570     | 75,1        | 48         | 35         | 13         | 12.670                    | 12      | 14        | 39        | 31         |
| 2020 | 580.140     | 772.567     | 75,1        | 50         | 38         | 12         | 11.602                    | 18      | 14        | 34        | 31         |
| 2022 | 508.704     | 798.844     | 63,7        | 56         | 40         | 16         | 9.084                     | 15      | 17        | 37        | 34         |